# Mauno Uusivirta
Mauno Antero Uusivirta (* 27. September 1948 in Toholampi) ist ein ehemaliger finnischer Radrennfahrer und nationaler Meister im Radsport.

## Sportliche Laufbahn
Uusivirta war Teilnehmer der Olympischen Sommerspiele 1968 in Mexiko-Stadt. Im Mannschaftszeitfahren belegte der finnische Vierer mit Mauno Uusivirta, Raimo Honkanen, Raimo Suikkanen und Ole Wackström den 19. Platz. Im olympischen Straßenrennen wurde er 46.
Er war auch Teilnehmer der Olympischen Sommerspiele 1972 in München. Im Mannschaftszeitfahren belegte er dort mit Harry Hannus, Kalevi Eskelinen und Ole Wackström den 19. Platz. Im olympischen Straßenrennen schied er beim Sieg von Hennie Kuiper aus.
Bei den Olympischen Sommerspielen 1980 in Moskau war er erneut am Start. Im olympischen Straßenrennen wurde er als 38. klassiert.
1975 siegte er im Einzelrennen bei den Meisterschaften der Nordischen Länder. In jener Saison wurde er auch nationaler Meister in der Mannschaftsverfolgung mit Jaakko Uusimäki und Raimo Honkanen und in der Einerverfolgung auf der Bahn. Die nationale Meisterschaft im Straßenrennen gewann Uusivirta 1970. 1971 wurde er Meister in der Mannschaftsverfolgung mit Raimo Honkanen und Tapani Vuorenhela. Mit dem Porvoon ajot gewann er 1970 das älteste finnische Eintagesrennen.
Die Internationale Friedensfahrt fuhr er siebenmal. 1967 wurde er 77., 1970 42., 1971 33. der Gesamtwertung. 1971, 1974, 1976 und 1978 schied er jeweils aus.

## Berufliches
Nach seiner aktiven Karriere wurde er ehrenamtlicher Trainer der Turku Cycling Association. Beruflich war er als Feuerwehrmann tätig.